# Candelaria Figueredo
Candelaria Figueredo née le 11 décembre 1852 à Bayamo, Cuba et morte le 19 janvier 1914 à La Havane est une patriote cubaine qui a combattu dans la lutte cubaine pour l'indépendance de l'Espagne. 

## Biographie
Candelaria Figueredo est la fille de l'avocat Pedro Figueredo y Cisneros, un révolutionnaire nationaliste cubain qui a combattu les Espagnols pendant la guerre d'indépendance cubaine de 1868 connue sous le nom de guerre de dix ans. Sa mère est Isabel Vázquez y Moreno. 
Elle rejoint la lutte en octobre 1868 à l'âge de 16 ans seulement lorsque son père lui  demande de porter le drapeau cubain indépendant au combat à Bayamo.  Elle accepte la tâche avec enthousiasme. Elle entre dans la ville assise sur un cheval blanc portant le drapeau de l'indépendance. 
Les forces espagnoles reprennent la ville de  Bayamo en 1869. Elle fuit avec sa famille dans la Sierra Maéstra où ils mènent une vie de fugitifs. Le 15 juillet 1871, elle est capturée par les Espagnols, avec sa sœur de 14 ans et son frère de 12 ans. Tous les trois sont emprisonnés dans la forteresse de Saragosse à Manzanillo, où ils sont interrogés. Candelaria, ses frères et sœurs reçoivent  l'ordre de quitter Cuba avant le 17 octobre 1871, sinon ils seront expulsés vers l'île de Fernando Poo (maintenant appelée Bioko) au large de la côte ouest de l'Afrique.  Ils partent de Manzanillo sur la goélette Annie à destination de New York le 13 octobre, malgré un ouragan à proximité. Candelaria Figueredo aurait persuadé le capitaine de naviguer avec les mots: "C'est une question de nécessité. Je préfère mille fois être la nourriture des requins que celle des Espagnols ". 
Elle retrouve sa mère et ses sœurs à Key West, en Floride.  Candelaria Figueredo apprend la mort de son père et de son frère, Gustavo, dans la lutte. Elle tombe malade, en partie à cause de ces nouvelles, et en partie à cause des trois années passées en tant que fugitive avec une alimentation et un abri inadéquats. Elle est envoyée à Nassau, aux Bahamas, pour se reposer et récupérer. Elle revient rapidement à Key West pour être avec sa famille.  
En 1877, elle épouse un autre exilé cubain, Federico del Portillo, qui a étudié le droit à l'Université de La Havane et s'était enfui pour échapper à l'exécution espagnole des étudiants. Ils ont neuf enfants, dont Rosalia, Zenayda, Federico, Lorenzo, Piedad et Elisa. 
En 1901, après la guerre hispano-américaine, Candelaria et Federico retournent à Cuba et s'installent à La Havane. Là, ils peuvent voir le drapeau cubain hissé sur le Castillo del Morro le 20 mai 1902.  Candelaria Figueredo meurt le 19 janvier 1914. Elle est enterrée, avec les honneurs militaires, au Cementerio de Colón de La Havane. Son cercueil est couvert par le drapeau qu'elle avait porté à Bayamo 45 ans plus tôt. 
Son autobiographie est publiée à titre posthume en 1929,.   

## Postérité
Candelaria Figueredo fait partie des femmes citées dans l’œuvre The Dinner Party de Judy Chicago.